# Emajõgi
L'Emajõgi és un riu d'Estònia que flueix des del llac Võrtsjärv, a través del comtat de Tartu, fins al llac Peipus, travessant la ciutat de Tartu durant deu quilòmetres. Té una longitud d'aproximadament 100 km i és el segon riu més gran d'Estònia per cabdal i l'únic riu del país totalment navegable.
L'Emajõgi també és anomenat Suur Emajõgi ("Gran Emajõgi"), per a diferenciar-lo del Väike Emajõgi ("Petit Emajõgi"), un altre riu que desemboca a l'extrem sud del llac Võrtsjärv.

## Curs
La font de l'Emajõgi es troba a la riba nord-est de Võrtsjärv, a Rannu-Jõesuu, des d'on el riu segueix un curs aproximadament cap a l'est en direcció al llac Peipus.
El curs d'Emajõgi es divideix en tres seccions: Al curs superior, des de Võrtsjärv fins al pont de Kärevere, el riu travessa zones àmplies, planes i pantanoses, que formen part de la Reserva Natural d'Alam-Pedja. En aquesta secció plena de meandres, Emajõgi té una plana d'inundació indefinida que pot arribar a abastar diversos quilòmetres. Al curs mitjà, de Kärevere a Kavastu, tot passant per Tartu, el riu segueix un curs més recte i flueix en una vall poc profunda i clarament definida. En aquest tram, la profunditat mitjana del riu és de deu metres. L'amplada de la vall al curs mitjà és d'entre un i un quilòmetre i mig; a Tartu, es redueix a 800 m. Al curs baix, el riu travessa una terra baixa pantanosa, anomenada Emajõe Suursoo, abans de desembocar al llac Peipus, a la localitat de Praaga.

La longitud del riu és de cent quilòmetres, tot i que els registres de 1927 apunten a una longitud de 117. Aquesta diferència és deguda a un seguit d'obres dutes a terme la dècada de 1930, que van tallar meandres per a facilitar la navegació del riu.

## Història

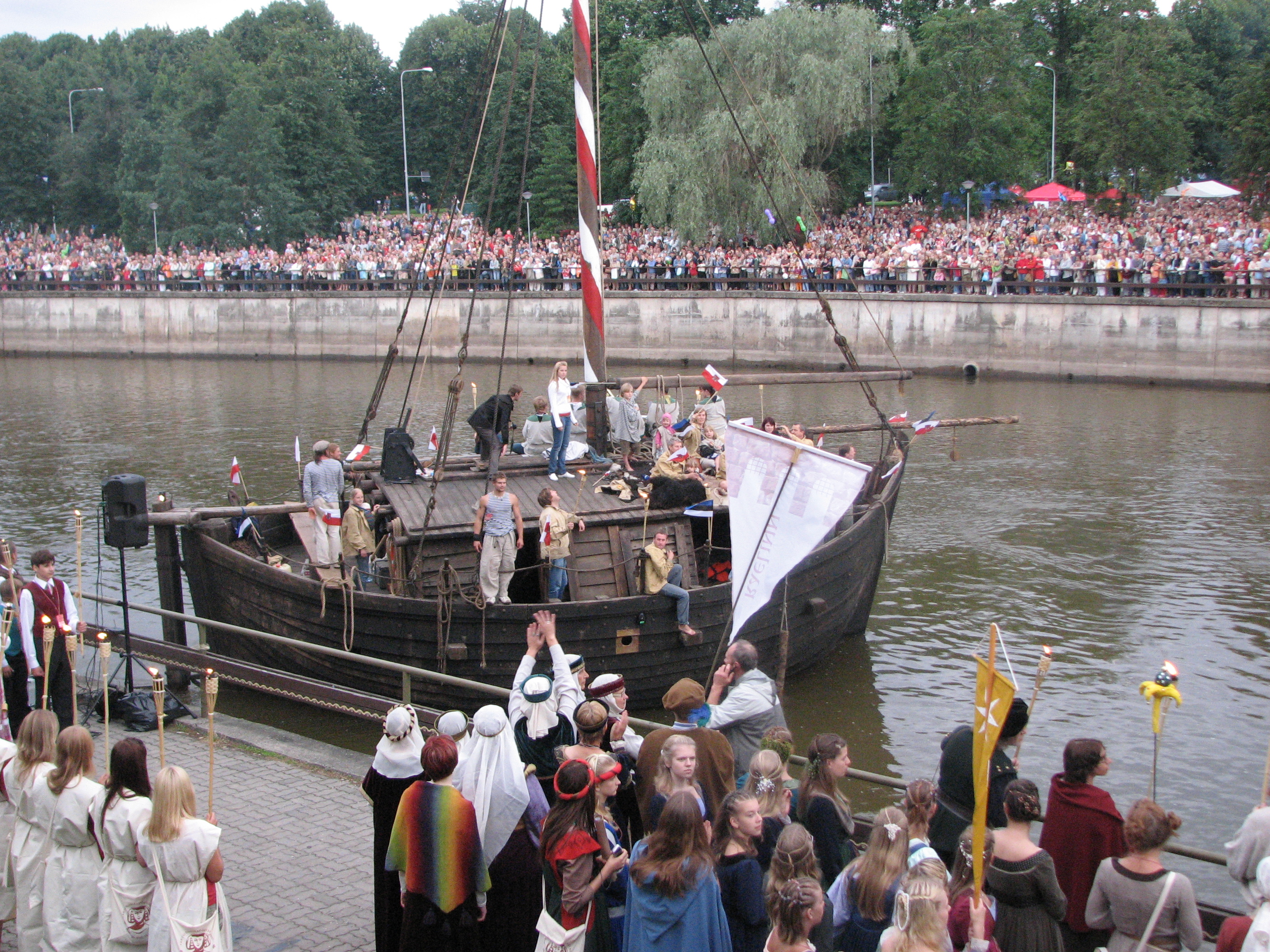
Rèplica moderna d'un lodi

L'Emajõgi ha estat àmpliament utilitzat com a via fluvial i ruta comercial durant segles. En el passat, també ha estat un obstacle per al transport terrestre entre el nord i el sud d'Estònia, perquè el riu flueix en una vall baixa i pantanosa. Dels pocs llocs adequats per travessar el riu, Tartu té les condicions més favorables. A causa de la seva ubicació a l'encreuament de rutes terrestres i aquàtiques, la ciutat es va convertir en un important centre comercial.
Al segle XIX, el riu es va utilitzar activament per transportar diferents càrregues a Tartu: llenya, fusta, fenc, peix, etc. El principal tipus de vaixell utilitzat era el lodi, una petita barcassa fluvial o veler. En aquell moment hi havia fins a 200 barcasses fondejades al port de Tartu. El primer vaixell de paletes va aparèixer el 1843; el 1900 n'hi havia sis. Les últimes barcasses fluvials van desaparèixer a mitjans del segle xx, però diversos vaixells nous van ser portats al riu per continuar el transport naval a Pskov, Piirissaar i altres destinacions. Les hidroales introduïdes a la dècada de 1960, operaven diàriament a la ruta Tartu-Pskov. El trànsit a la ruta es va acabar l'any 1992 i actualment continua tancat, malgrat múltiples intents de reobrir-lo.